# Swedish Open 2025
Die Swedish Open 2025 im Badminton fanden vom 16. bis zum 19. Januar 2025 in Uppsala statt.

## Sieger und Platzierte
| Disziplin    | Gold                               | Silber                       | Bronze                              |
| ------------ | ---------------------------------- | ---------------------------- | ----------------------------------- |
| Herreneinzel | Arnaud Merklé                      | Jeppe Bruun                  | Ting Yen-chen                       |
| Herreneinzel | Arnaud Merklé                      | Jeppe Bruun                  | Ethan Rose                          |
| Dameneinzel  | Neslihan Arın                      | Léonice Huet                 | Frederikke Østergaard               |
| Dameneinzel  | Neslihan Arın                      | Léonice Huet                 | Wang Yu-si                          |
| Herrendoppel | Chua Yue Chern Koon Fung Kelvin Ho | Maël Cattoen Lucas Renoir    | Oliver Butler Samuel Jones          |
| Herrendoppel | Chua Yue Chern Koon Fung Kelvin Ho | Maël Cattoen Lucas Renoir    | Ties van der Lecq Brian Wassink     |
| Damendoppel  | Bengisu Erçetin Nazlıcan Inci      | Moa Sjöö Tilda Sjöö          | Clara Løber Kathrine Vang           |
| Damendoppel  | Bengisu Erçetin Nazlıcan Inci      | Moa Sjöö Tilda Sjöö          | Margot Lambert Camille Pognante     |
| Mixed        | Kristoffer Kolding Mette Werge     | Jacobo Fernandez Paula Lopez | Timothy Lock Chloe Hoang            |
| Mixed        | Kristoffer Kolding Mette Werge     | Jacobo Fernandez Paula Lopez | Robin Harper Maria Højlund Tommerup |